# Apicia crameraria
Apicia crameraria är en fjärilsart som beskrevs av Achille Guenée 1858. Apicia crameraria ingår i släktet Apicia och familjen mätare. Inga underarter finns listade i Catalogue of Life.